# Liouc
Liouc ist eine französische Gemeinde mit 330 Einwohnern (Stand 1. Januar 2022) im Département Gard in der Region Okzitanien.

## Geografie
Die Gemeinde Liouc liegt 28 Kilometer südwestlich von Alès und 41 Kilometer nordwestlich von Nîmes. Neben einigen Weilern und Einzelsiedlungen setzt sich die Gemeinde im Wesentlichen aus den beiden Siedlungskernen Liouc und La Rouvière zusammen; die beiden Ortschaften liegen nur einige hundert Meter auseinander. Wenngleich Liouc namensgebend ist, handelt es sich bei La Rouvière um die größere Siedlung.
Das Gelände weist beträchtliche Höhenunterschiede auf: Im Osten, wo der Fluss Vidourle die Gemeinde durchfließt, liegt ein Tal, dessen Höhenniveau an der niedrigsten Stelle 64 Meter beträgt. Ein anderer Teil wird dagegen von den Gebirgszügen der Cevennen eingenommen und hat bei 443 Metern auf dem Gipfel des Coutach seinen höchsten Punkt. Insbesondere aus diesen hohen Lagen fließt eine Reihe von Bächen abwärts in Richtung Tal.
Die Nachbargemeinden von Liouc sind Quissac im Norden, Orthoux-Sérignac-Quilhan im Osten, Brouzet-lès-Quissac im Süden, Corconne im Südwesten sowie Sauve im Westen.

### Infrastruktur
Durch das Gebiet der Kommune verläuft ein Netz von lokalen Straßen, die insbesondere an das unmittelbar nördlich gelegene Quissac, aber auch an weitere Nachbarorte in der Umgebung anbinden. Über Quissac besteht Zugang zur überregionalen D999, die einen direkten Weg nach Nîmes darstellt und über einen Abzweig die Verbindung zu den Städten Alès und Montpellier ermöglicht.

## Geschichte und Kultur
Die Existenz des Dorfes Liouc ist seit seiner ersten nachweisbaren Erwähnung im Jahr 1108 belegt. Von diesem Zeitpunkt an verging knapp ein halbes Jahrhundert, bis durch eine Bulle des Papstes Hadrian IV. offiziell eine lokale Pfarrgemeinde unter dem Namen Saint Blaise eingerichtet wurde. Bei der zugehörigen Kirche handelte es sich vermutlich um die Kapelle der lokalen Burganlage. Letztere entstand wohl im 11. oder 12. Jahrhundert, sicher belegt ist ihre Existenz jedoch erst seit 1250. Mit den Familien Leuze und la Roque waren es lediglich zwei Herrschaftslinien, die die Entwicklung des Dorfes die gesamte Feudalzeit hindurch bis ins 18. Jahrhundert hinein prägten.
Während der Renaissance ersetzte ein modernerer Herrschaftssitz in der Form eines Schlosses die einstige Burg. Die Kirche hingegen erlebte schwere Zeiten, wurde 1560 zum ersten Mal stark beschädigt und nach Reparaturmaßnahmen 1622 erneut teilweise zerstört, ehe es um 1656 zur zweiten Instandsetzung kam. Wie die gesamte Region war Liouc stark protestantisch geprägt, was auch für seine Herrscherfamilie galt. Weil diese Ausrichtung des christlichen Glaubens in Frankreich unter Verfolgung und Unterdrückung litt, entluden sich die Spannungen zwischen 1702 und 1705 im Cevennenkrieg, der auch Liouc in Mitleidenschaft zog. Am 12. Oktober 1710 starb der letzte vor Ort lebende Herrscher über das Dorf, woraufhin es anschließend zu mehreren Besitzerwechseln kam. Das Schloss überdauerte die Jahrhunderte und befindet sich weitgehend in privatem Besitz, beherbergt aber auch die Gemeindeverwaltung.
Eine wichtige wirtschaftliche Grundlage für die lokale Wirtschaft stellte seit jeher die Landwirtschaft dar. Handelte es sich bis in die Mitte des 19. Jahrhunderts hinein um eine ausgewogene Mischung verschiedener Anbaukulturen sowie der hinzukommenden Schafzucht, setzte sich seitdem der Weinbau durch. Im späten 20. Jahrhundert war dieser absolut dominierend, doch vor allem eine Krise in dieser Branche sorgte für einen deutlichen Rückgang; dennoch macht der Weinbau weiterhin mehr als die Hälfte der landwirtschaftlichen Flächen aus.

### Bevölkerungsentwicklung
| Jahr      | 1962 | 1968 | 1975 | 1982 | 1990 | 1999 | 2011 | 2017 |
| --------- | ---- | ---- | ---- | ---- | ---- | ---- | ---- | ---- |
| Einwohner | 62   | 51   | 56   | 87   | 95   | 121  | 258  | 281  |

Das Niveau von 110 Bewohnern im Jahr 1793 wurde im nachfolgenden 19. Jahrhundert in etwa beibehalten. Zeitweise sank die Zahl in den zweistelligen Bereich, ehe 1911 wieder exakt 100 Menschen gezählt werden konnten. Von da an kam es jedoch zu einem deutlichen Abwärtstrend, bis 1968 nur noch 51 Bürger von Liouc zu verzeichnen waren. In den 1970er-Jahren fand hingegen eine Trendwende statt und es setzte ein deutliches Wachstum ein, das sich nach Anbruch des 21. Jahrhunderts noch massiv verstärkte und die Zahl sogar über die 200 hinaus wachsen ließ.